# Jairo Miguel
Jairo Miguel (tên khai sinh Jairo Miguel Sanchez Alonso, sinh 5 tháng 3 năm 1993) là một người đấu bò thần đồng.
Miguel lần đầu luyện tập đấu bò khi còn nhỏ lúc mới sáu tuổi. Anh đăng ký trận đấu bò chuyên nghiệp ở tuổi 12 tại México, vì thực tế anh không thể tranh tài ở Tây Ban Nha, nơi tuổi tối thiểu phải là 16. Năm 2007, anh bị một con bò đực húc một cách nguy hiểm và suýt ảnh hưởng đến tính mạng.
Ngày 6 tháng 2 năm 2010, Miguel lập được thành tích hiếm có bằng cách giết sáu con bò trong một buổi chiều, một thành tích mà các chuyên gia coi là "rất hiếm" ở độ tuổi 16. Nỗi sợ khi đối đầu với sáu con bò và nguy cơ có thể xảy ra, Miguel nói: "Tất nhiên có vài căng thẳng. Cái chết luôn xảy ra trong đấu bỏ. Nhưng tôi có chuẩn bị về thể chất lẫn tinh thần cho việc này."